# Hiiu (commune)
Pour les articles homonymes, voir Hiiu.
Hiiu est une ancienne commune située dans le comté de Hiiu en Estonie.

## Géographie
La commune s'étendait au nord-ouest de l'île de Hiiumaa et comprenait la ville de Kärdla, le petit bourg de Kõrgessaare et 58 villages :
Heigi, Heiste, Heistesoo, Hirmuste, Hüti, Isabella, Jõeranna, Jõesuu, Kalana, Kaleste, Kanapeeksi, Kauste, Kidaste, Kiduspe, Kiivera, Kodeste, Koidma, Kopa, Kurisu, Kõpu, Laasi, Lauka, Lehtma, Leigri, Lilbi, Luidja, Malvaste, Mangu , Mardihansu, Meelste, Metsaküla, Mudaste, Mägipe, Napi, Nõmme, Ogandi, Ojaküla, Otste, Palli, Paope, Pihla, Poama, Puski, Reigi, Risti, Rootsi, Sigala, Suurepsi, Suureranna, Sülluste, Tahkuna, Tammistu, Tiharu, Viita, Viitasoo, Vilima, Villamaa, Ülendi.

## Histoire
La commune est créée en 2013 par la fusion de la ville de Kärdla avec la commune rurale de Kõrgessaare. En octobre 2017, elle est fusionnée avec les autres communes du comté de Hiiu pour former la nouvelle commune de Hiiumaa.